# La Mer (film)
La Mer (tj. Moře) je francouzský krátký film z roku 1895. Režisérem je Louis Lumière (1864–1948). Film trvá necelou minutu. Byl součástí programu prvního komerčního filmového promítání bratří Lumièrů, které se konalo 28. prosince 1895 v Paříži.
Během natáčení bylo velmi bouřlivé počasí, což je patrné záběru. Ve Spojených státech vyšel film pod názvem The Sea a předpokládá se, že původní název filmu byl Baignade en mer (Koupání v moři).

## Děj
Film zachycuje několik chlapců, jak skáčou z mola do moře, které vydává velké vlny. Po skoku plavou zpět na břeh, aby mohli cvik zopakovat.